# Клей (округ, Техас)
Округ Клей (англ. Clay county) — округ штата Техас Соединённых Штатов Америки. На 2000 год в нем проживало 11 006 человек. По оценке бюро переписи населения США в 2008 году население округа составляло 10 888 человек. Окружным центром является город Хенриетта.

## История
Округ Клей был сформирован в 1857 году из участка округа Кук. Он был назван в честь Генри Клея, политического деятеля Кентукки и 9-го госсекретаря США.

## География
По данным бюро переписи населения США площадь округа Клей составляет 2891 км², из которых 2843 км² — суша, а 48 км² — водная поверхность (1,64 %).